# Любина
Лю́бина (рос. Любина) — присілок у складі Байкаловського району Свердловської області. Входить до складу Краснополянського сільського поселення.
Населення — 31 особа (2010, 60 у 2002).
Національний склад населення станом на 2002 рік: росіяни — 98 %.